# Xintian, Pengshui
Xintian (kinesiska: 新田) är en köping i sydvästra Kina. Den ligger i Pengshui härad i storstadsområdet Chongqing, omkring 170 kilometer öster om det centrala stadsdistriktet Yuzhong. Antalet invånare är 18 249. Befolkningen består av 8 790 kvinnor och 9 459 män. Barn under 15 år utgör 27,0 %, vuxna 15-64 år 59 %, och äldre över 65 år 12,0 %.